# 马来西亚投资、贸易及工业部
马来西亚投资、贸易及工业部简称 MITI，前名为马来西亚国际贸易及工业部，2023年4月5日起改为现名，是马来西亚政府的一个部门，负责国际贸易、工业、投资、生产力、中小企业、金融发展机构、清真业、汽车产业、钢铁业、贸易战略。投资、贸易及工业部长的职能为管理投资、贸易及工业部和该旗下机构。现任投资、贸易及工业部长是巫统的东姑赛夫鲁，其总部设在首都吉隆坡内。

## 历史
1965年4月：马来西亚贸易及企业部
1972年2月：马来西亚贸易及工业部
1990年10月27日：马来西亚国际贸易及工业部
2023年4月5日：马来西亚投资、贸易及工业部

## 组织架构
马来西亚投资、贸易及工业部部长为马来西亚投资、贸易及工业部的最高政务官，由马来西亚首相任命，并由1名同为政务官的副部长辅助。
秘书长是马来西亚投资、贸易及工业部的最高事务官，并由3名副秘书长分管大部分内设机构。
- 部长
  - 副部长
  - 秘书长
    - 副秘书长（工业）
      - 工业发展处
      - 服务业处
      - 贸易及工业课题协调处
      - AKI、公告及股票处
      - 贸易及工业支持处

    - 副秘书长（贸易）
      - 政策及多方咨询处
      - 双方贸易关系及经济处
      - 东南亚联盟经济一体化处
      - 区域及国际关系处
      - 策略咨询处

    - 副秘书长（投资）
      - 设施及投资政策处
      - 数码经济处

    - 秘书长直属
      - 法律顾问办公室
      - 行政服务处
      - 策略通讯处
      - 廉政科
      - 内部审计科
      - 策略规划科

### 附属联邦政府机构
1. 马来西亚标准局

### 附属法定机构
1. 马来西亚投资发展局（MIDA）
2. 马来西亚对外贸易发展局（MATRADE）
3. 马来西亚生产力机构（MPC）
4. 投资吉隆坡机构（InvestKL）
5. 国家航空航天工业机构（NAICO）
6. 工程、科学与技术合作研究中心（CREST）
7. 马来西亚设计理事会
8. 国家测量理事会
9. 马来西亚汽车、机器人及物联网研究院
10. 马来西亚钢铁研究院

### 附属官联公司
1. 马来西亚工业发展金融机构（MIDF）
2. 规格与工业研究机构（SIRIM）
3. 进出口银行（EXIM Bank）
4. 清真发展机构（HDC）

### 分部

#### 国内
1. 槟城
2. 霹雳
3. 吉兰丹
4. 彭亨
5. 马六甲
6. 柔佛
7. 沙巴
8. 砂拉越

#### 国外
1. 美国
2. 比利时
3. 瑞士
4. 印度
5. 中国
6. 越南
7. 泰国
8. 新加坡
9. 印度尼西亚